# France Messagerie
France Messagerie est une entreprise de diffusion de presse quotidienne et magazine, créée le 1er juillet 2020. Son siège est situé à  Paris. 

## Activité
France Messagerie assure la distribution de la presse quotidienne nationale française et de plusieurs magazines en France. Elle est agréée par l'Arcep.
Elle est créée pour reprendre une partie des activités de Presstalis lors de sa liquidation judiciaire.
La société France Messagerie devient ainsi, à compter du 1er juillet 2020, la seule entreprise à exercer une activité de distribution groupée de la presse quotidienne. Le mécanisme de péréquation entre entreprises de presse, mis en place en 2012, bénéficie désormais à France-Messagerie.
Le 1er février 2021 le directeur Cédric Dugardin cède son poste à son numéro 2, Sandro Martin.
L'Arcep demande en octobre 2020 la suppression des remises « groupe » ou « volume » et la fourniture d'éléments précis sur les coûts et les prestations tarifaires. En février 2021, l'autorité de régulation remarque que France Messagerie a mis fin aux remises et distorsions tarifaires existant précédemment. Elle pointe cependant un équilibre économique et financier de l'entreprise fragile.
En novembre 2021, France Messagerie annonce prévoir un résultat positif de 4,5 M€. Dans le cadre du projet de loi de finance pour 2022, l'État renonce à demander aux éditeurs de presse les 90 M€ qu'ils auraient dû rembourser.
En février 2022, l'Arcep invite France Messagerie à augmenter ses tarifs afin de consolider ses finances. Le régulateur craint également que les titres à fort tirage soient avantagés.
En juin 2024, la direction annonce qu'un accord a été signé pour obtenir le départ volontaire de quarante-trois salariés avant fin 2025 afin d'assurer la « pérennité » de l'entreprise dans un contexte de baisse des volumes. Entre 2020 et 2024, France Messageries a déjà baissé ses effectifs de 280 à 227 salariés.

## Direction
France Messagerie est détenue par la CDQ, Coopérative de distribution des quotidiens, fondée en 2011.

## Sites
France Messagerie dispose de deux sites : un à Bobigny chargé des quotidiens, de l'étranger et de la distribution à Paris, et un centre logistique à Lieusaint.